# Brion James (Musiker)

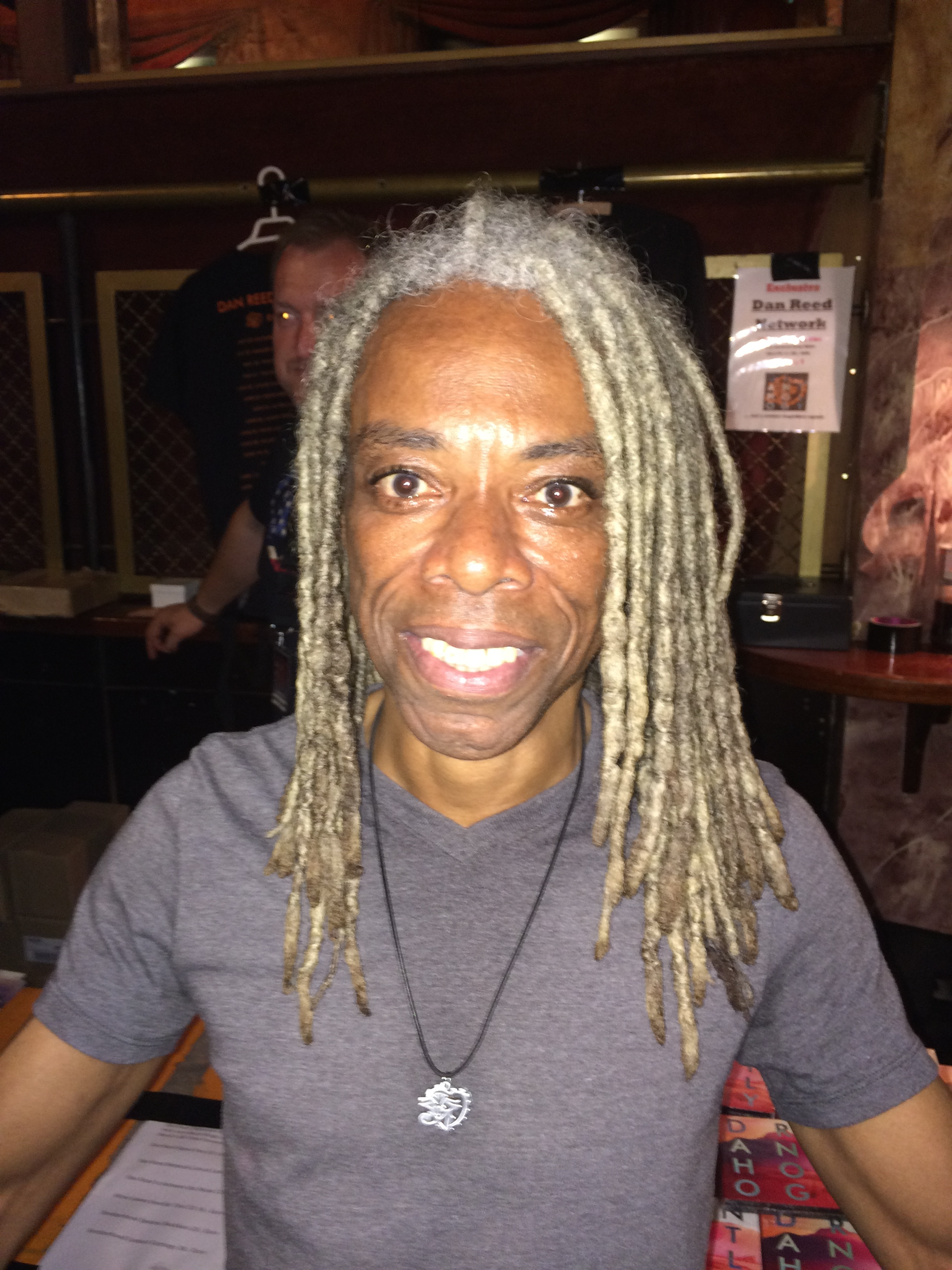
Brion James im Juni 2014

Brion James (* 17. Juli 1955 in Brooklyn, New York) ist ein US-amerikanischer Musiker, Songwriter und Musikproduzent. Bekanntheit erlangte er als Gitarrist der Rock-Formation Dan Reed Network, deren Gründungsmitglied er ist.

## Hintergrund
Brion James besuchte von 1976 bis 1979 das Cornish College of the Arts in Seattle. Er erwarb dort den Bachelor of Arts im Fach Music Theory and Composition. Er trat 1984 der Band Dan Reed Network bei, mit der er neben einer EP drei Studioalben und ein Livealbum veröffentlichte. Ab 1991 betätigte er sich außerdem als Produzent und Songwriter für andere Künstler. Er arbeitete in der Zeit bis 2001 unter anderem mit Babyface, Shanice und Anastacia (Secrets). 2001 gehörte er zu den Ensembles der Touring-Bands von Babyface und Edgar Winter. Bei Winter war er gemeinsam mit Melvin Brannon, dem Bassisten der Dan Reed Network, engagiert. 2002 schloss er sich auf der Insel Roatán in Honduras der Band „West End Players“ an, für die er den Gesang übernahm und Gitarre spielte.
2004 veröffentlichte Neil Zaza auf seinem Album Melodika eine Instrumental-Aufnahme des Dan-Reed-Network-Liedes Forgot to Make Her Mine, die bereits um das Jahr 2001 herum zusammen mit Blake Sakamoto, Daniel Pred, Brion James und Melvin Brannon aufgenommen worden war.
Ab 2008 unterrichtete James als Musiklehrer an der Sandy Bay Alternative School auf Roatan. Er arbeitete weiterhin mit anderen Künstlern, zum Beispiel als Gitarrist für Luther Vandross auf dessen Album Dance With My Father (2003), als Komponist für Siouxsie Sioux’ Soloalbum MantaRey (2007) und Nellys Album 5.0 (2010).
Seit 2007 ist er durch die Aufnahme von „Dan Reed Network“ Mitglied der Oregon Music Hall of Fame. Im Dezember 2012 trat er erstmals wieder mit der Band auf, weitere Konzerte folgten 2013 während einer Europatournee. Für 2014 sind Auftritte der Band auf verschiedenen europäischen Festivals geplant.
Seit November 2013 lebt James in Zürich, wo er mit seiner neuen Gruppe, der Brion James Band, deren Debütalbum Back From the Storm aufnehmen will.

## Diskografie (Auszug)
mit Dan Reed Network
- 1986: Breathless (EP)
- 1987: Dan Reed Network
- 1989: Slam
- 1991: The Heat
- 1993: Mixin’ It Up: The Best of the Dan Reed Network
- 2014: Anthology

Solo
- Snorkel Test

Brion James Band
- 2014: Back From the Storm